# NEZASホールディングス
株式会社NEZASホールディングス（ネザスホールディングス、英: NEZAS HOLDINGS Ltd.）は、栃木県宇都宮市に本社を置く日本の持株会社。トヨタ自動車ディーラー2社を中核として自動車関連事業や燃料販売事業、海外合弁事業等を展開する「NEZASグループ」を統括している。
グループの源流企業である「新庄商店（現・株式会社新庄）」と現在のグループ統括会社「NEZASホールディングス」は別法人であるが、創業からの変遷を辿る上で本項ではこれらをまとめて記述する。

## 概要
トヨタ自動車（TMC）は国内のディーラー（販社）展開に関し、地場の有力資本家に委ねる方針を事業開始当初より採っているが、販社側の事情等でTMCが一時的に直営化する場合があった。2006年、当時のTMC直営販社の一つ「福島トヨタ」について、TMCは近隣販社の経営規模・バランスなどを考慮し最良の譲渡先を模索、隣県・栃木のトヨタ店販社「栃木トヨタ」新井祥夫社長（当時）に福島トヨタ株式の譲渡を打診する。栃木トヨタはこれを受諾、2007年に福島トヨタを子会社化した。
2012年、栃木トヨタ社長に就任した新井將能は、元来「一県一社」が原則であるトヨタ店2社の資本が“親子関係”となっていることに疑問を抱き、解消する手立てを考えていた。2014年11月、栃木トヨタの株式移転により純粋持株会社「栃木トヨタホールディングス株式会社」を設立。翌2015年7月、栃木トヨタおよび福島トヨタの2社を持株会社の直接子会社とするグループ再編を行い、両社を対等な関係に位置づけた。
2020年7月、トヨタの国内販社としては初めてミャンマー・ヤンゴン市内に新車ショールームを出店、海外でのディーラー事業を始めた（詳細は後述）。

### 源流企業「新庄」

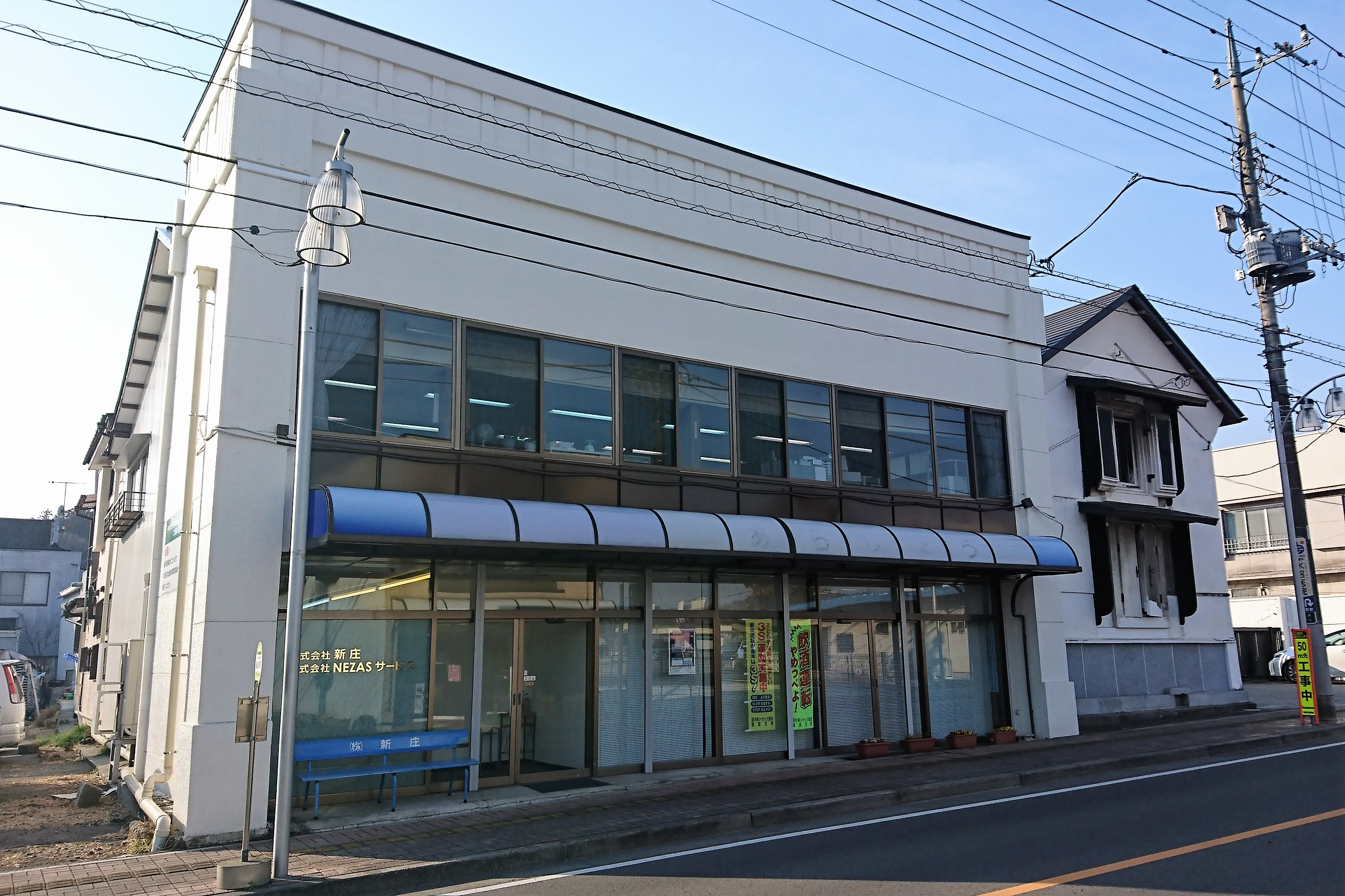
株式会社新庄 本社（創業地）

1882年、栃木県烏山（現・那須烏山市）の豪商・新井萬吉商店（新萬／あらまん）から初代新井庄吉が分家・独立し、烏山の中心部・仲町に荒物・砂糖・雑貨を主の取扱品として開いた「新井庄吉商店（新庄／あらしょう）」がNEZASグループの始まりである。1900年にはライジングサン石油（現・出光興産）の特約店となり、グループ発展の礎となる燃料販売事業をスタートさせた。

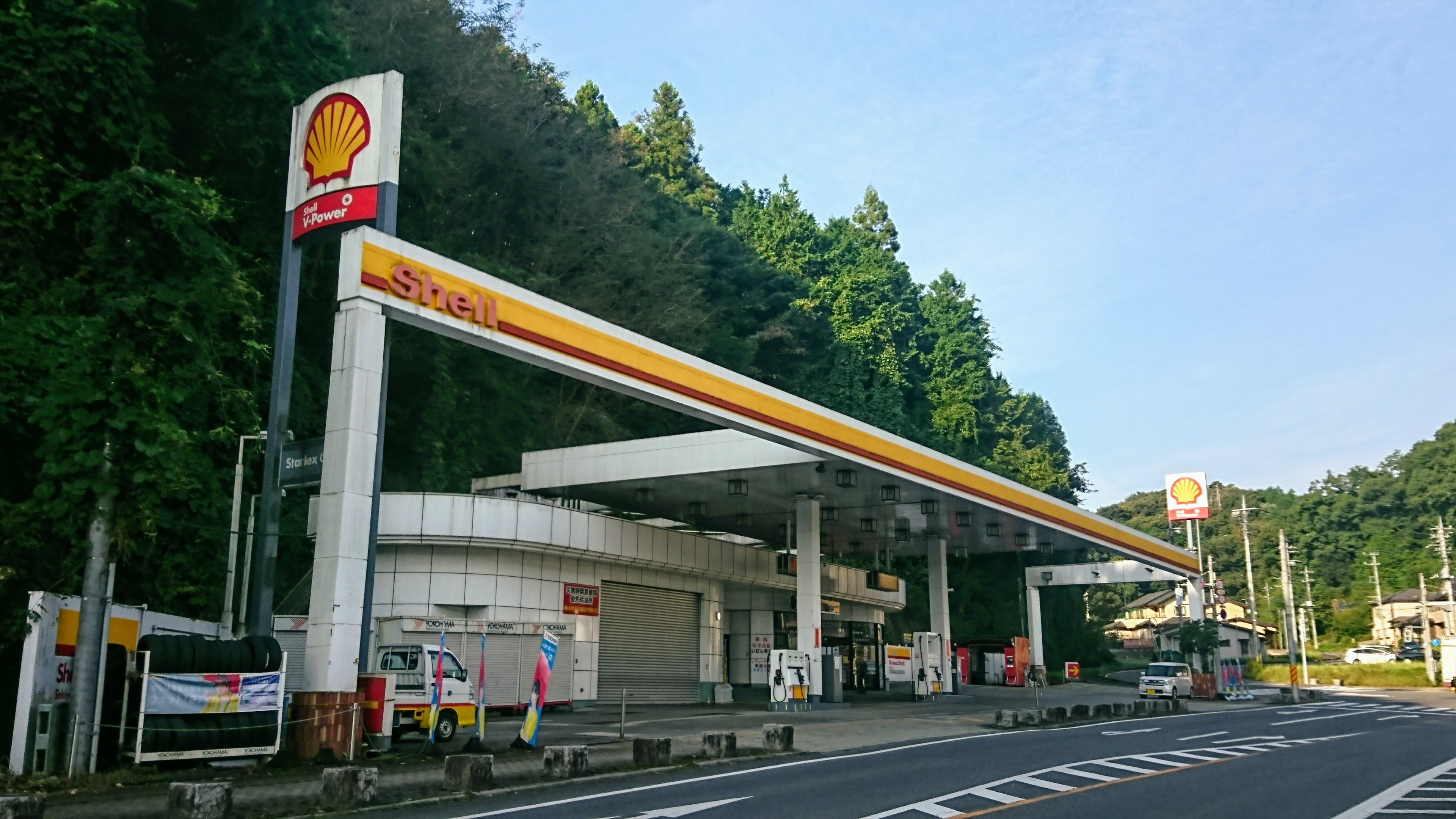
NEZASサービス新庄烏山田町ガーデンSS

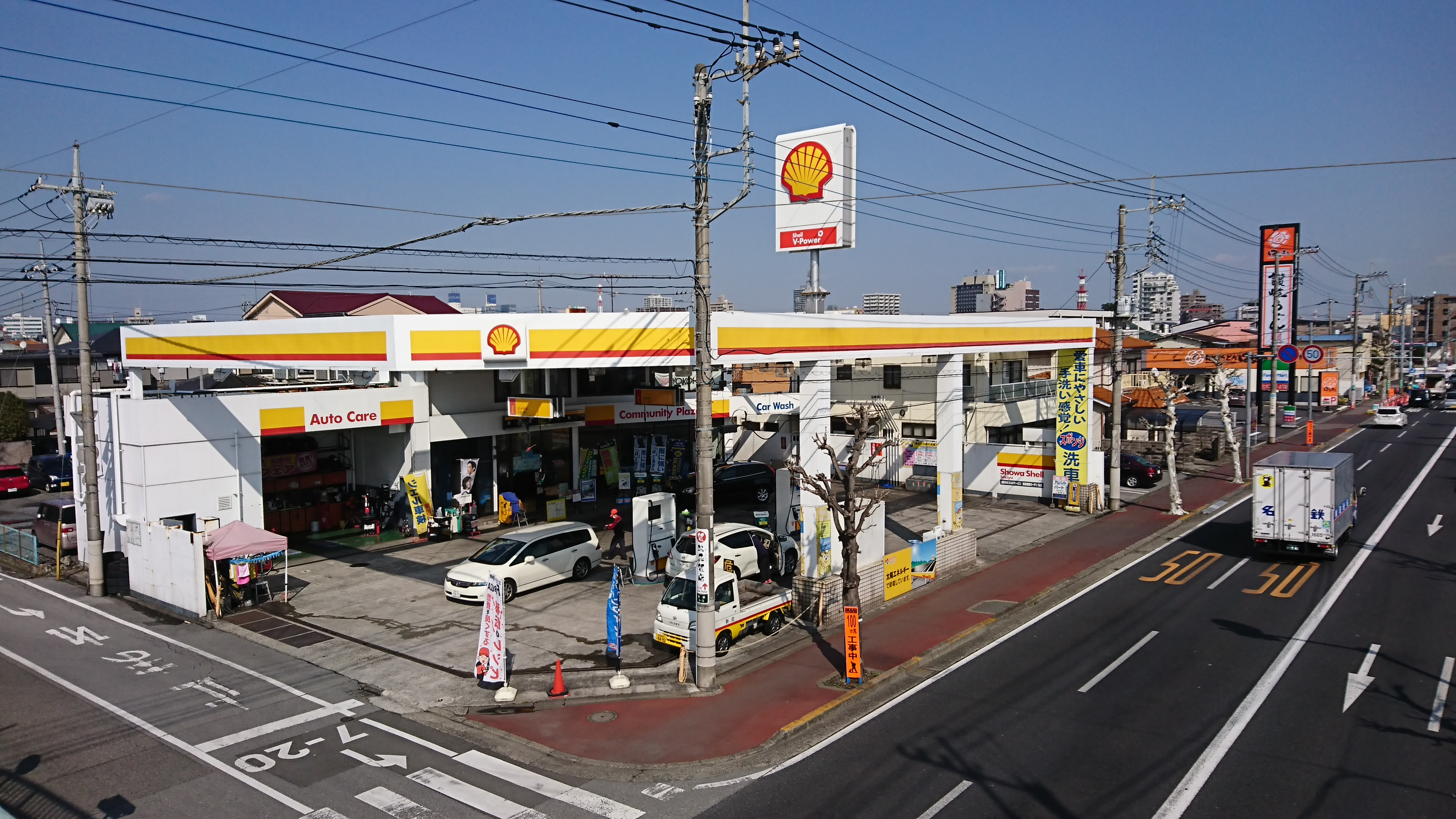
NEZASサービス新庄西原ガーデンSS

大正から昭和初期（戦前）にかけて積極的に新事業を手掛け、栃木県内でタクシー業をいち早く始めたほか、宇都宮市大工町で｢ミヤコ自動車商会｣を興しフォード特約店となり栃木・茨城両県で自動車の輸入・販売を行った。太平洋戦争開戦による国策もあり輸入代理店を辞めることになったが戦後、国内販売網の再構築を急ぐべく新たな栃木県の事業パートナーを探していたトヨタ自動車工業（当時）との特約店契約締結、栃木トヨタ設立へと繋がる。
なお、個人商店の新井庄吉商店を法人組織「合名会社新庄商店」にした（1928年）のと栃木トヨタを設立（1946年）したのは二代目・新井庄吉（1915年家督相続時に榮次郞より改名）のとき。三代目・新井章一は栃木トヨタの経営を軌道に乗せるとともに旧烏山町長を2期務め（1982-1990年）名実ともに町の盟主となり、四代目・新井祥夫は栃木トヨタを全国トヨタ店優秀五ヵ店にランクアップさせ、TMCより9年連続で表彰を受ける企業に育て上げ、県経済界でも各種の重職を歴任した。
現在グループを率いる五代目・新井將能は、源流企業でグループの親会社的存在｢新庄｣について、売上規模等の現状に則したグループ内の立ち位置に苦慮する。NEZASホールディングス発足後の2016年4月、「新庄」の燃料販売事業等を吸収分割により烏山貨物自動車へ統合の上、栃木トヨタ傘下に組み込むこととし「NEZASグループ」の現体制が整った。
2019年、栃木トヨタ社長の職を弟･新井孝則に託し、自らはミャンマーでの海外合弁事業と地域活性化などを目的とした提携事業、産官学の連携事業に注力している。

### 企業理念
2012年にグループ全体を引き継いだ五代目・新井將能は、グループを再編した上で「グループの存在理由（＝企業理念）」を新たに作り社員と共有する必要があると考え、実践する。新庄の起こりである雑貨販売やガソリンスタンド、運送業は典型的な地域密着事業であり、“地域の人々の暮らしが豊かになるように”“何らかの形で地域のお役に立つように”との思いがあったはずだが企業規模が大きくなり、またトヨタの冠のもとで事業を行なうことで目先の経営指標に目的が変質し、元々あった起業家精神や創業の志を見失っていたことに気付く。自分たちが地域のためにできる事業活動を追求していけるよう｢地域に根ざす＝NEZAS｣というコンセプトを打ち出した。
2015年のグループ再編の際、統括する持株会社の社名に「NEZAS」を採用して企業理念を明確化する。翌2016年にはグループ源流で創業地の烏山に本拠を置く「新庄」の燃料販売事業等と烏山貨物自動車を統合した新会社に「NEZASサービス」の名称を用いた。

### 事業内容
国内グループ会社の統括
栃木トヨタ自動車及び福島トヨタ自動車の2社を中核子会社として、栃木県及び福島県をメインに事業を展開している。
海外事業
2017年、「アジア最後の経済未開拓市場」として発展著しいミャンマーでのディーラー事業展開を目的に、ミャンマーの流通･販売部門で幅広くビジネスを展開する地場企業グループ「Hinthar Group Holdings」と業務提携し、合弁会社「Hinthar NEZAS Co.,Ltd.（ヒンターネザス）」を設立（合弁会社の出資比率／Hinthar Group 60%、NEZASホールディングス 40%）。
ヒンターネザスは2020年7月、ヤンゴン市内にミャンマーで4店舗目、日本のトヨタ系販社としては初めてトヨタ車ショールームを開店。新車販売･自動車整備事業を行っている。
地域貢献
2016年、地域活性化などを目的とした包括連携協定をグループ発祥の栃木県及び那須烏山市と締結したほか、宇都宮市「Uスマート推進協議会」への参加、事業構想大学院大学と連携した社会人対象の教育プログラムなど産官学の連携事業に取り組んでいる。また地域文化・スポーツ活動の支援に力を入れており、天皇杯 JFA 全日本サッカー選手権大会栃木県予選を兼ねた「NEZASカップ」（2017年までは栃木トヨタカップ）に特別協賛している他、栃木トヨタ・福島トヨタが地域のスポーツイベントや祭事、自然保護活動などを行っている。

## 沿革

### 新庄
- 1882年（明治15年）‐ 初代新井庄吉が荒物･雑貨･砂糖を主たる取扱商品として「新井庄吉商店（新庄）」創業[3]。
- 1900年（明治33年）- ライジングサン石油（現・出光興産）特約店となり、石油製品の取り扱いを開始（烏山給油所／本社敷地の北側）[3]。
- 1928年（昭和3年）- 個人商店から法人組織とし、合名会社新庄商店設立[3]。
- 1946年（昭和21年）10月1日 - 関連会社として栃木トヨタ販賣株式會社（現・栃木トヨタ自動車）を設立[18][15]。
- 1949年（昭和24年）- シェル石油（現・出光興産）の特約店として販路拡大を開始。
- 1953年（昭和28年）5月 - 関連会社として烏山貨物自動車株式会社を設立[3]。
- 1964年（昭和39年）‐ 宇都宮支店を開設、隣接地に東塙田給油所を開所
- 1965年（昭和40年）- 烏山田町給油所を開所。
- 1967年（昭和42年）- 矢板バイパス給油所を開所（2011年8月閉所。現在は栃木トヨタ矢板店の一部）。その後、宇都宮市内に泉が丘･西原･錦･陽南の各給油所を開設し、宇都宮市内の販売網を確立。

- 1971年（昭和46年）‐ 新庄商店の全額出資により、新庄石油株式会社を設立、宇都宮市内給油所の運営と新庄商店の支店業務を併行。
- 1979年（昭和54年）- 合名会社新庄商店の燃料販売事業を分割し、新庄石油株式会社に統合。株式会社新庄を設立[3]。その後、石古山（旧・石橋町。現・下野市）、鐺山、野崎（大田原市）の各給油所を開所し、販売網の拡大を図る。
- 1992年（平成4年）- 今市倉ヶ崎給油所（別会社）を買収、光陽台給油所（高根沢町）を開所。
- 1994年（平成6年）- 卸売団地ガーデン給油所、御幸ヶ原ガーデン給油所を開所。
- 1996年（平成8年）- セミセルフ型給油所として、エルプス山本給油所を開所。
- 2006年（平成18年）- 株式会社ニューウエル（旧・新庄商店）を吸収合併。
- 2009年（平成21年）- 車内をまるごと清掃する「ぴCar×2クリーン」事業を開始。
- 2010年（平成22年）- ぴCar×2クリーン事業部がオフィス＆ハウスクリーニングを開始（現在のハウスクリーニング部門）。
- 2013年（平成25年）- 真岡市下高間木にセルフ真岡給油所を開所。
- 2016年（平成28年）4月1日 - 株式会社新庄の一部事業（燃料販売部門、雑貨部門、ハウスクリーニング部門）を分割し、烏山貨物自動車（運送事業）に統合[3]。烏山貨物自動車は株式会社NEZASサービスに社名変更[3]。その後、株式会社新庄は保険代理業等を営んでいる。

### NEZASホールディングス
- 2014年（平成26年）11月7日 - 栃木トヨタ自動車の株式移転により、純粋持株会社・栃木トヨタホールディングス株式会社を設立[1]。
- 2015年（平成27年）7月1日 - 栃木トヨタ自動車が所有する福島トヨタ自動車の株式を栃木トヨタホールディングスへ移動する株式交換を実施。持株会社の社名を株式会社NEZASホールディングスに改称。
- 2016年（平成28年）
  - 4月9日 - 那須烏山市と包括連携協定を締結[26]。
  - 9月21日 - 栃木県と包括連携協定を締結[27]。
- 2017年（平成29年）5月8日 ‐ ミャンマーにてHinthar Group Holdings（本社・ヤンゴン市）との合弁会社・Hinthar NEZAS Co.,Ltd. （ヒンターネザス）を設立[24]。
- 2019年（令和元年）
  - 7月26日 - 有限会社片岡交通（タクシー事業）をグループ会社化[28][注 9]
  - 11月7日 - 宇都宮市「Uスマート推進協議会」に参加
- 2020年（令和2年）7月1日 - ヒンターネザスがトヨタ車販売店「トヨタ・トーウィン」ショールームをミャンマー・マヤンゴン郡区トーウィン通り沿いに開店。

## グループ会社
栃木トヨタグループ
- 栃木トヨタ自動車
  - トヨタレンタリース栃木
  - ジェームス栃木 - カー用品販売、メンテナンス
  - DUO栃木 - Volkswagen新車・中古車販売、点検整備
  - NEZASサービス - 燃料販売、貨物運送業
  - 烏山自動車学校 - 自動車教習所
  - 片岡タクシー[注 9] - タクシー事業

福島トヨタグループ
- 福島トヨタ自動車
  - トヨタレンタリース福島
  - トヨタL&F福島
  - DUO福島 - Volkswagen新車・中古車販売、点検整備
  - 福島トヨタビル - 不動産管理

ミャンマー
- Hinthar NEZAS Co.,Ltd. - トヨタ新車販売、点検整備

## 関連会社
- 新庄 - 保険代理店業務、資産管理等

## 提供番組
- ラジオ
  - NEZAS presents IZ*ONE 本田仁美のWorld Get You → 本田仁美とWorld Get You supported by NEZAS（エフエム栃木）[30] - 2019年4月4日～2020年9月24日
  - 太田奈緒のサステナブル･ドリーム supported by NEZAS（エフエム東京）[31][32] - 2020年7月25日～2020年12月26日（月1回最終土曜日）